# Ана Касарес
А́на Каса́рес (ісп. Ana Casares, 23 грудня 1930, Станиславів, Польська Республіка — 13 березня 2007, Буенос-Айрес, Аргентина) — аргентинська акторка кіно, театру і телебачення польського походження.

## Біографія
Ана Касарес (справжнє ім'я — Анна Урман) народилася 23 грудня 1930 у Станиславові. У 1933 році переїхала до Аргентини.
Навчалася акторській майстерності в Хеді Крілья. З 1952 року  на сцені театру та кіно. Дебютувала у фільмі Хуана Карлоса Торрі El complejo de Felipe. З 1962 року знімалася в Європі, переважно в Іспанії. Грала в театрах Мадрида. На початку 1970-х повернулася до Буенос-Айреса, де продовжила акторську кар'єру. Після 1980 року покинула кіно і театр. В Аргентині Ану Касарес називали аргентинською Бріжіт Бардо за зовнішню схожість з французькою акторкою.
Ана Касарес померла у віці 77 років і похована на кладовищі Ла-Таблада в Буенос-Айресі.

## Фільмографія
Ана Касарес знялася в 30 фільмах між 1951 і 1980 роками.
- El Pibe Cabeza (1975)
- La Vida continúa (1969)
- Buscando a Mónica (1962)
- Dos tipos con suerte (1960)
- Aquello que amamos (1959)
- Campo Virgen (1958)
- El jefe (1958)
- Demasiado jovenes (1958)
- El Tango en París (1956)
- El Último perro (1956)
- El Complejo de Felipe (1951)